# Casper (Wyoming)
Casper es la sede y única ciudad del condado de Natrona, Wyoming, Estados Unidos. Según el censo de 2010, tenía una población de 55 316 habitantes y por tanto es la segunda ciudad más grande del estado. Se encuentra ubicada a orillas del río Platte del Norte, cabecera del Platte, afluente del Misisipi.

## Historia
La ciudad fue el sitio de Fort Casper en los tiempos de la Senda de Oregón, que atravesaba la ciudad. Aunque es relativamente pequeña comparada con el promedio nacional, es un importante centro regional de comercio y banca. Desde el descubrimiento de petróleo en la región y la construcción de la primera refinería en la década de 1890, Casper se convirtió además en un centro petrolero de Wyoming.

## Geografía
Las coordenadas de Casper son 42°50′5″N 106°19′30″O / 42.83472, -106.32500 y se encuentra a los pies de Casper Mountain al extremo norte de la cordillera de las Laramie Mountains. El río North Platte atraviesa la ciudad.
Tiene una superficie de 62,8 km ², incluyendo 62 km ² de tierra y 0,8 km ² (1,32%) de agua.

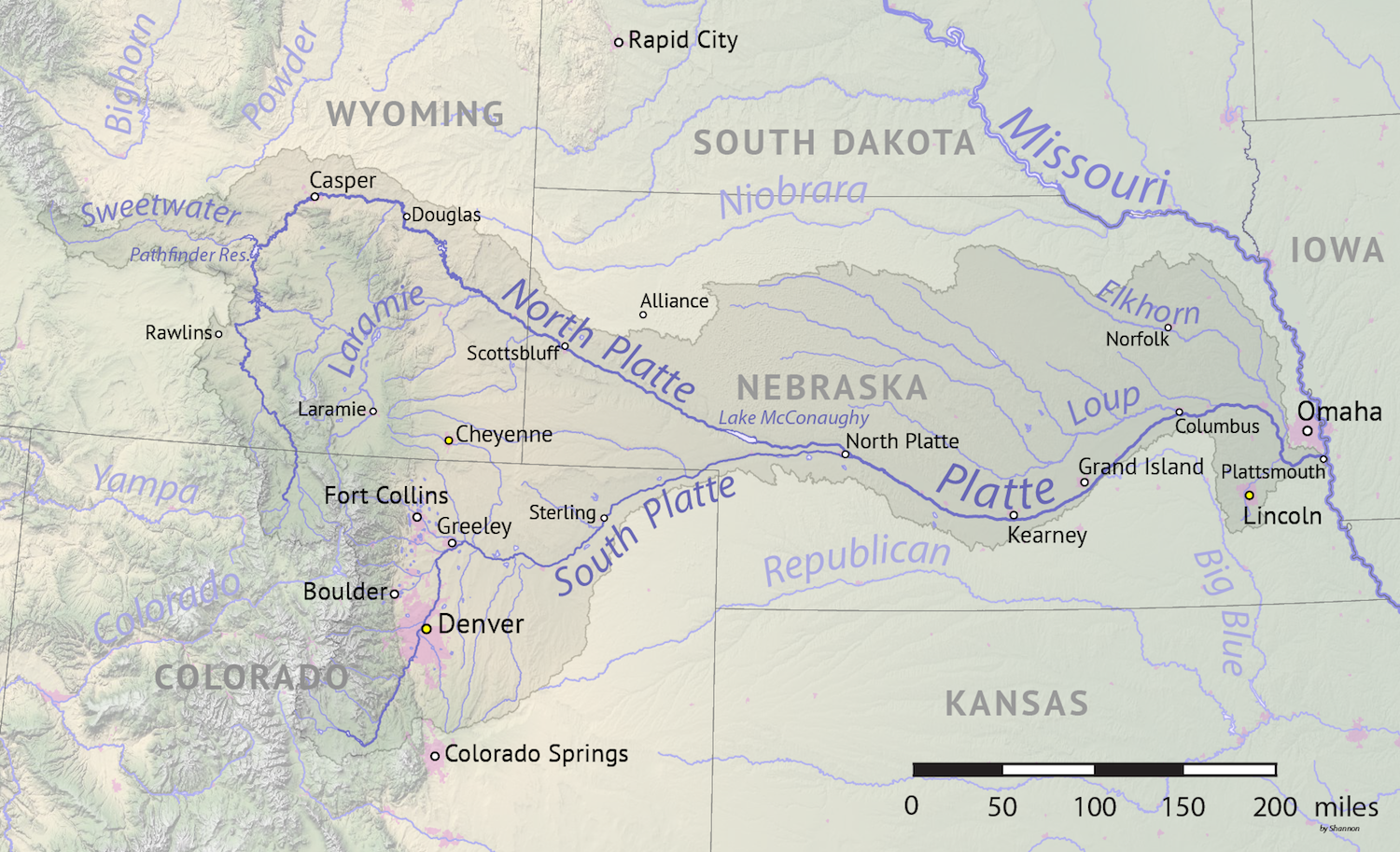
En un mapa del río Platte
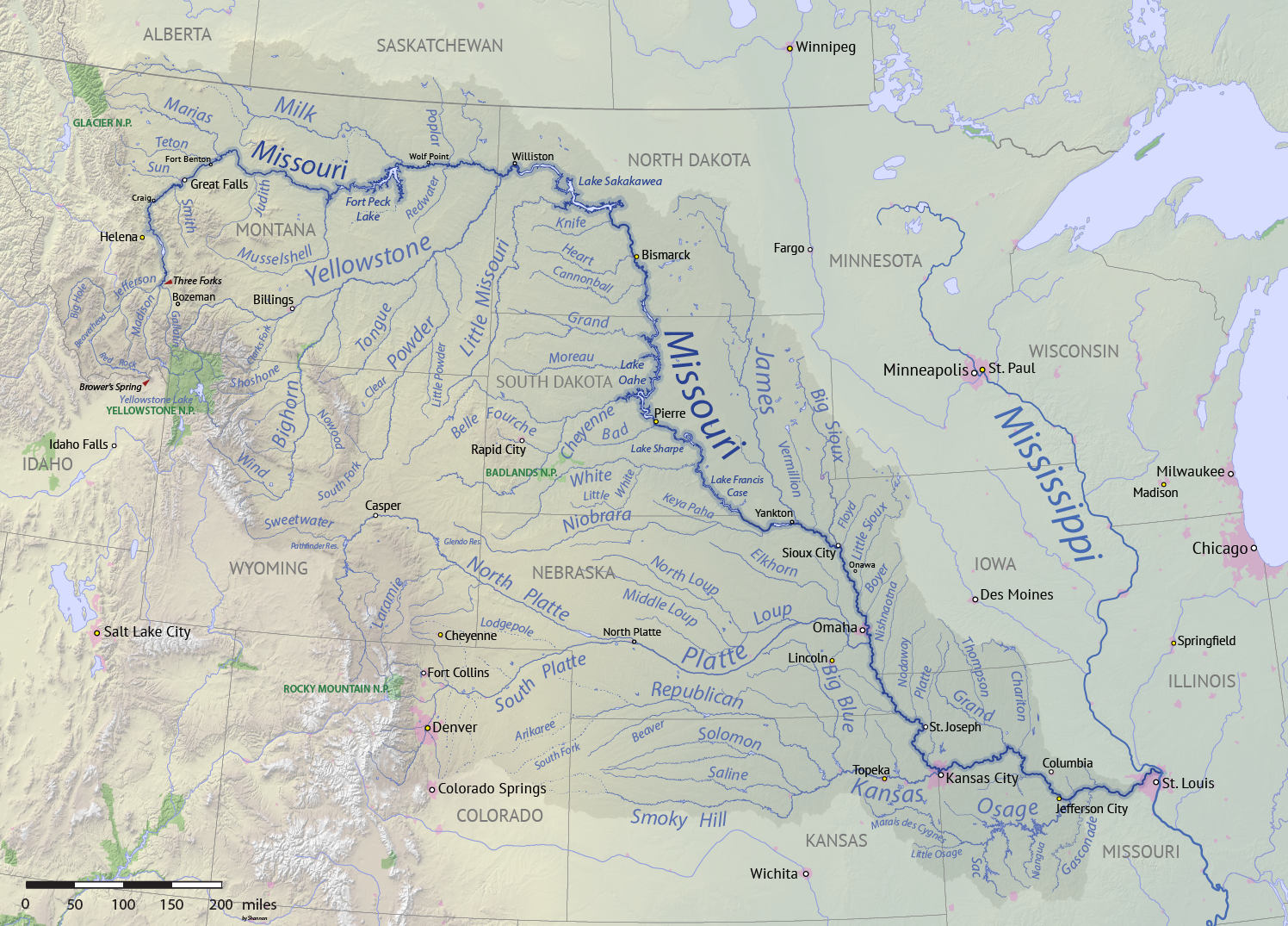
Y en uno del río Misuri

### Clima
| Parámetros climáticos promedio de Casper, Wyoming (Casper-Natrona County International Airport), normales 1991–2020, extremos 1948–presente | Parámetros climáticos promedio de Casper, Wyoming (Casper-Natrona County International Airport), normales 1991–2020, extremos 1948–presente | Parámetros climáticos promedio de Casper, Wyoming (Casper-Natrona County International Airport), normales 1991–2020, extremos 1948–presente | Parámetros climáticos promedio de Casper, Wyoming (Casper-Natrona County International Airport), normales 1991–2020, extremos 1948–presente | Parámetros climáticos promedio de Casper, Wyoming (Casper-Natrona County International Airport), normales 1991–2020, extremos 1948–presente | Parámetros climáticos promedio de Casper, Wyoming (Casper-Natrona County International Airport), normales 1991–2020, extremos 1948–presente | Parámetros climáticos promedio de Casper, Wyoming (Casper-Natrona County International Airport), normales 1991–2020, extremos 1948–presente | Parámetros climáticos promedio de Casper, Wyoming (Casper-Natrona County International Airport), normales 1991–2020, extremos 1948–presente | Parámetros climáticos promedio de Casper, Wyoming (Casper-Natrona County International Airport), normales 1991–2020, extremos 1948–presente | Parámetros climáticos promedio de Casper, Wyoming (Casper-Natrona County International Airport), normales 1991–2020, extremos 1948–presente | Parámetros climáticos promedio de Casper, Wyoming (Casper-Natrona County International Airport), normales 1991–2020, extremos 1948–presente | Parámetros climáticos promedio de Casper, Wyoming (Casper-Natrona County International Airport), normales 1991–2020, extremos 1948–presente | Parámetros climáticos promedio de Casper, Wyoming (Casper-Natrona County International Airport), normales 1991–2020, extremos 1948–presente | Parámetros climáticos promedio de Casper, Wyoming (Casper-Natrona County International Airport), normales 1991–2020, extremos 1948–presente |
| Mes | Ene. | Feb. | Mar. | Abr. | May. | Jun. | Jul. | Ago. | Sep. | Oct. | Nov. | Dic. | Anual |
| --- | --- | --- | --- | --- | --- | --- | --- | --- | --- | --- | --- | --- | --- |
| Temp. máx. abs. (°C) | 15.6 | 20 | 25 | 28.9 | 35 | 38.9 | 40 | 38.9 | 37.8 | 30.6 | 22.8 | 18.9 | 40 |
| Temp. máx. media (°C) | 1.8 | 3.2 | 9.3 | 13.5 | 19.3 | 26.4 | 31.7 | 30.4 | 24.2 | 15.4 | 7.7 | 1.5 | 15.4 |
| Temp. media (°C) | -3.8 | -3 | 2.1 | 5.7 | 11.1 | 16.9 | 21.7 | 20.6 | 14.9 | 7.4 | 1.1 | -4 | 7.6 |
| Temp. mín. media (°C) | -9.4 | -9.2 | -5.2 | -2.1 | 2.8 | 7.4 | 11.7 | 10.8 | 5.7 | -0.6 | -5.6 | -9.6 | -0.3 |
| Temp. mín. abs. (°C) | -40 | -35.6 | -31.7 | -21.1 | -8.9 | -3.9 | -1.1 | -1.7 | -8.9 | -22.8 | -32.8 | -41.1 | -41.1 |
| Precipitación total (mm) | 12.4 | 14.2 | 21.3 | 35.8 | 56.1 | 34 | 30.2 | 20.1 | 24.1 | 30.2 | 16.3 | 15.5 | 310.4 |
| Nevadas (cm) | 22.9 | 27.7 | 26.2 | 26.7 | 6.6 | 0.3 | 0 | 0 | 3.8 | 17.8 | 22.6 | 27.9 | 182.4 |
| Días de precipitaciones (≥ 0.2 mm) | 6.0 | 6.9 | 8.0 | 10.3 | 11.0 | 8.5 | 6.8 | 5.8 | 6.8 | 7.6 | 6.2 | 7.0 | 90.9 |
| Días de nevadas (≥ 0.2 cm) | 6.1 | 7.5 | 6.8 | 6.0 | 1.6 | 0.0 | 0.0 | 0.0 | 0.5 | 3.8 | 5.6 | 7.6 | 45.5 |
| Horas de sol | 204.6 | 172.3 | 269.7 | 300.0 | 334.8 | 354.0 | 368.9 | 368.9 | 333.0 | 217.0 | 204.0 | 198.4 | 3325.6 |
| Fuente n.º 1: NOAA, Weather Atlas (horas de sol)                                                                                            | | | | | | | | | | | | | |
| Fuente n.º 2: National Weather Service | | | | | | | | | | | | | |

## Transporte
Casper tiene un aeropuerto internacional (Natrona County International Airport, IATA: CPR).

## Personas Famosas
- Dick Cheney, exvicepresidente de Estados Unidos bajo la administración de George W. Bush, se crio en Casper.